# 鈴木世奈
鈴木 世奈（すずき せな、1991年8月4日 - ）は、北海道苫小牧市出身の女子アイスホッケー選手。ポジションはディフェンダー。CWHLのトロント・フューリーズ所属。法政大学スポーツ健康学部卒業。身長166cm。日本代表選手として冬季オリンピック3大会（2014年ソチ、2018年平昌、2022年北京）に出場している。
祖父の高嶋守はオリンピックに3大会連続で出場（1960スコーバレー、1964インスブルック、1968グルノーブル）した元アイスホッケー日本代表フォワード。

## 来歴
小学校1年生の時、兄の影響でアイスホッケーを始め、中学で岩倉ペリグリン（現:道路建設ペリグリン）に入団した。北海道苫小牧東高等学校在学時の2009年にU-18日本代表選手としてU-18世界選手権に出場した後、日本代表に選出され女子アイスホッケー世界選手権に出場。2010年バンクーバーオリンピック世界最終予選の時は補欠登録。
2010年4月、法政大学入学後、SEIBUプリンスラビッツに移籍。2011年アジア冬季競技大会では銀メダルを獲得。2013年2月にスロバキアのポプラトで開催された2014年ソチオリンピック世界最終予選にも出場し、オリンピック出場権獲得に貢献した。
2015年8月23日にCWHLのドラフトでトロント・フューリーズの8巡目指名を受け、7巡目の倉田知実と共に入団。CWHLには他に藤本もえこがブランプトン・サンダーに、青木香奈枝がカルガリー・インフェルノにそれぞれ指名され入団した。10月17日の開幕戦で初出場を果たし、1アシストと活躍した。12月6日の対カルガリー戦では初ゴールを記録。2016年1月23日にエア・カナダ・センターで行われるCWHLオールスターゲームにも、日本人選手で唯一出場メンバーに選ばれている。